# Hromgla

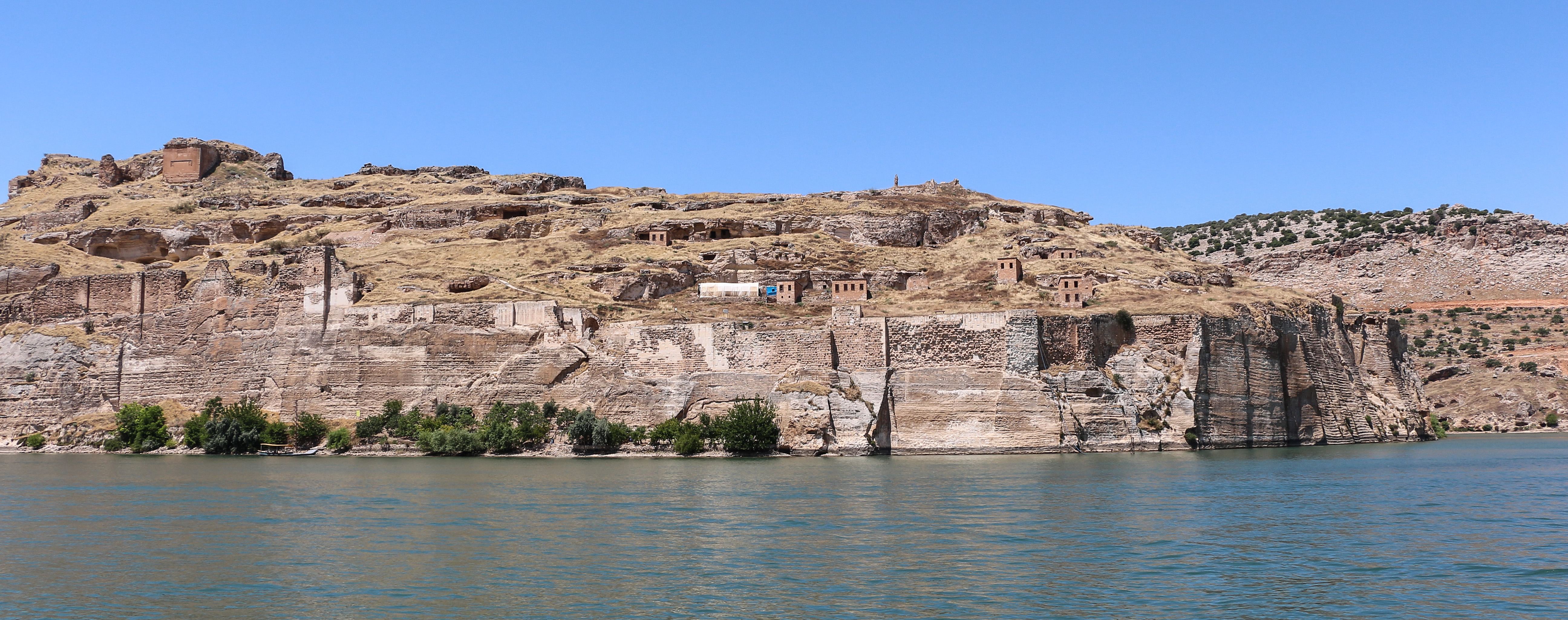
Het fort van Hromgla

Qal'at ar-Rum (in het Arabisch: qalʿa al-rūm (قلعة الروم), “Kasteel van Roum”),  Rumkale in het Turks, Hromgla (in het Armeens: Հռոմկլայ, hromklaj), Claia of Glaia in de Latijnse kerkelijke geschriften, betekent letterlijk “Romeins kasteel”, maar eigenlijk was het Byzantijns. Het was een imposante versterkte burcht aan de Eufraat op 50 km ten noordoosten van  Gaziantep in Turkije.
De strategische belangrijkheid van de plaats was al gekend door de Assyriërs,  maar de huidige resten stammen uit de hellenistische periode en het oude Rome. In de middeleeuwen werd de plaats bezet door de Byzantijnen en de Armeniërs
De burcht werd veroverd door de kruisvaarders tijdens de Eerste Kruistocht en opgenomen in het graafschap Edessa. In 1151 werd de vesting afgestaan aan de Katholikos van Armenië door de echtgenote van Jocelin II van Edessa, Beatrix van Saone. De Katholikos vestigde er zijn residentie en het beroemde scriptorium waar onder meer Toros Roslin actief was.
De vesting werd opgenomen in het koninkrijk van het Cilicisch-Armenië in 1258 en veroverd door de Mammelukken op 28 juni 1292 na een lange belegering.
De vesting, vandaag een ruïne, is slechts toegankelijk per boot vanuit Halfeti.